# Alphard (otok)
Otok Alphard ili Meøya je otok koji leži sjeverno od otoka Shaula u grupi Øygarden, uz obalu Antarktike. Dug je 4,6 km, a najviši vrh mu je na visini 150 m/nm. Kartografirali su ga norveški kartografi na temelju fotografija iz zraka koje je snimila ekspedicija Larsa Christensena 1936.–37., a nazvali su ga "Meøya" ("Srednji otok"). Prvi put ga je posjetila grupa Australske nacionalne antarktičke istraživačke ekspedicije koju je vodio R. Dovers 1954.; otok je preimenovao Antarktički odbor za imena Australije prema zvijezdi Alphard, koja je korištena za astronavigaciju u blizini.